# Napęd Jaz

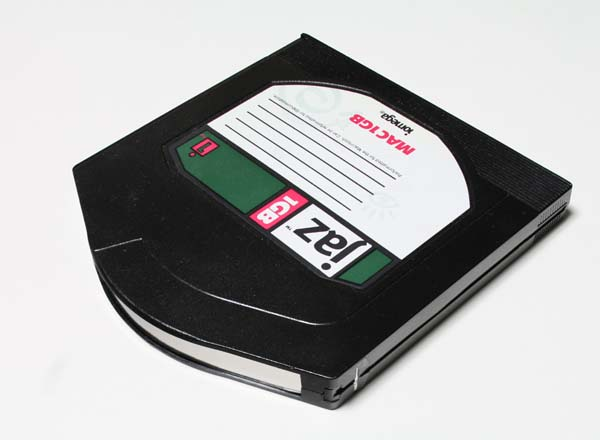
Nośnik Jaz

Napęd Jaz – produkowany przez przedsiębiorstwo Iomega w latach 1996–2002 przenośny napęd dysków o pojemności 1 GB i 2 GB, czasie dostępu 10–12 ms i szybkości transferu 7,4 MB/s, łączony z komputerem za pomocą interfejsu SCSI. Napęd ten z założenia miał zastąpić wcześniej zaprojektowane napędy Zip, których pojemność ograniczona była wówczas do 100 i 250 MB.
Istotą technologii Jaz jest oddzielenie talerzy dysku twardego od jego układów elektronicznych. Dwa talerze dysku twardego zostały zamknięte w kasetce z tworzywa sztucznego, zaś głowica, układ pozycjonujący i cała elektronika zostały przeniesione do napędu. W konsekwencji tego podziału otrzymano pełnoprawny wymienny dysk twardy podłączany przez magistralę SCSI, który może być nawet jedynym twardym dyskiem systemowym.
Zaletą nośników w porównaniu z dyskietkami Zip jest większa pojemność i trwalszy zapis, jednak Jaz na rynku przegrał (podobnie jak Zip) zarówno z dyskami twardymi (których pojemność rozrosła się do setek gigabajtów przy cenie porównywalnej z ceną napędu Jaz i nieporównywalnie większej niezawodności zapisu), jak i z dyskami oraz napędami CD i DVD, szczególnie zaś z pamięcią przenośną zwaną PenDrive.